# 高田城 (豊後国)
高田城（たかだじょう）は、大分県豊後高田市玉津字本丸（旧国豊後国）にあった日本の城。豊後高田城、柴崎城とも呼ばれる。

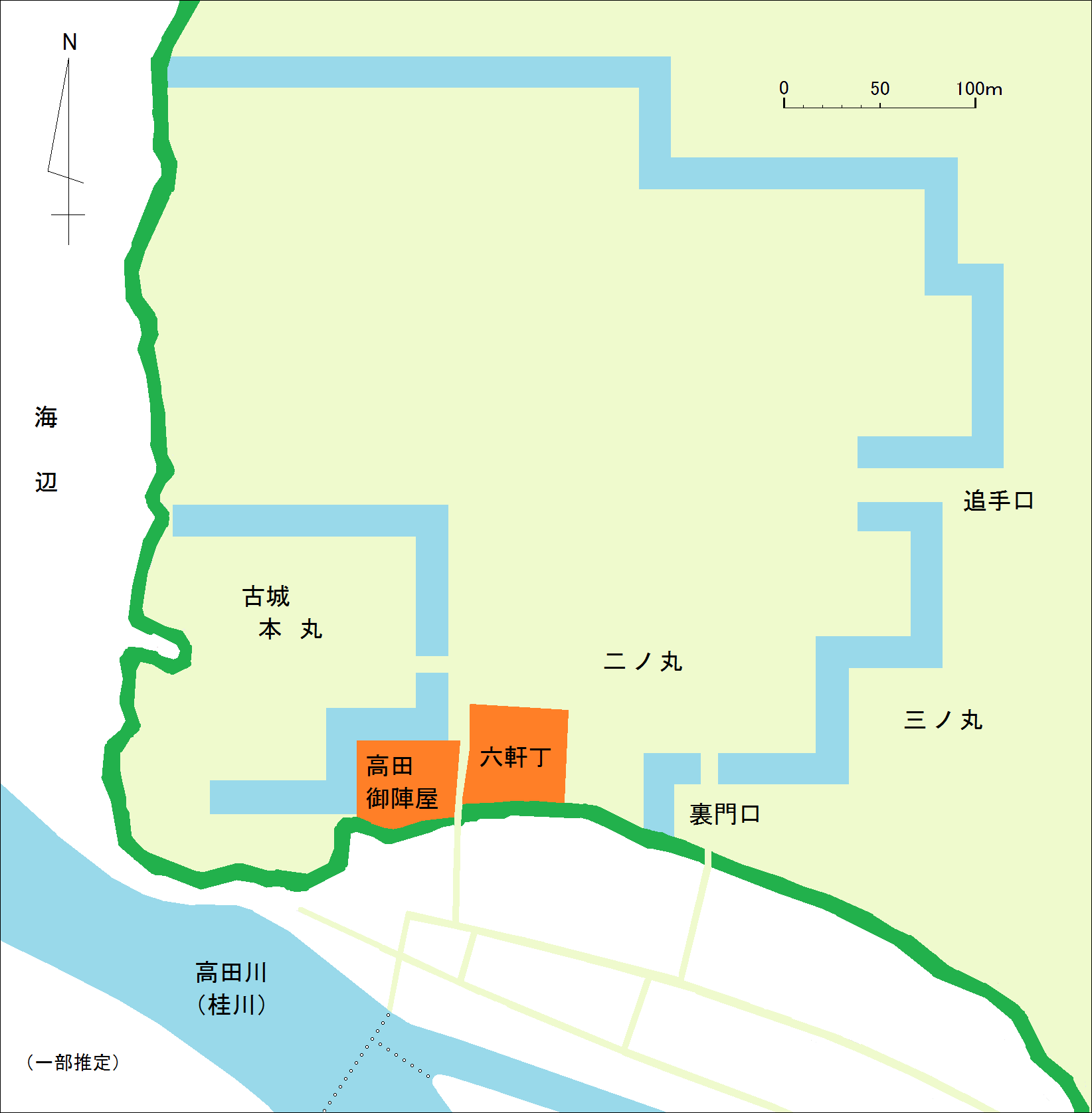
高田城遺構（深溝松平氏時代）

## 概要
鎌倉時代に高田氏が桂川右岸の台地に築いた平山城である。代々、大友氏家臣の高田氏の居城であった。
安土桃山時代に竹中氏が改修、江戸時代には豊後府内に移封された竹中氏に代わって3万2,000石で松平氏が移封されたが、1645年に松平氏が転封された後は廃城とされ、1669年に松平氏島原領の飛び地となり島原領豊州陣屋が置かれた。

## 歴史
建久7年（1196年）に、大友能直に伴って豊後に下向した高田重定によって築かれたとされる。ただし、実際に大友氏が豊後に下向したのは3代大友頼泰の時代と考えられており、高田重定による築城という説にも疑問が呈されている。
大友氏が改易された後の文禄2年（1593年）に、竹中重利が封じられ、城を拡張した。その後高田城は、細川氏の城となる。石垣が現存しないことを理由に細川時代の高田城を別の場所に比定する向きもあるが、高田城は元和の一国一城令によって破却されており、その石垣が干拓など他の目的に転用された可能性も否定できない。寛永16年（1639年）には、松平重直が豊前国龍王（宇佐市安心院町）の陣屋から移って、この城を増修築して居城とし、高田藩が成立する。
重直が正保2年（1645年）に豊後木付に転封となると、この城は廃城とされたが、寛文9年（1669年）に肥前島原に入封した松平忠房が、豊前・豊後の飛地支配のため、旧本丸に豊州陣屋を設けた。
江戸中後期のものと推定される「豊後国高田芝崎絵図」には、「古城／本丸／二丸／三丸」と記され、かつてこの地に城郭が営まれ、その本丸、二ノ丸、三ノ丸と伝承される地域があったことが分かる。本丸部分には「此坪数六千九百八十八坪／八十三間四尺四方也」、二ノ丸部分に「此坪数三万三千五百五十坪／百五十三間三尺四方」、本丸土手部分に「土居高三間高下」、二ノ丸土手部分に「土手三間少高下有」、堀部分に「よこ（横＝幅）十間／深三間」、三ノ丸部分に「本丸、二丸、三丸地形平」と注記される。また、高田川に「此川幅七十四間／舩懸深五尺、塩道七八尺ニ成」とある。なお、近世の1間は藩によって6尺から6尺5寸まで様々であったが、そのうちどれが豊後高田領において使われていたか、詳らかでない。
堀・土塁は近世中後期までよく残存しており、現在でも豊後高田市立桂陽小学校付近など数か所にその遺構をみることができる。